# 小行星78429
小行星78429（78429 Baschek）是一颗绕太阳运转的小行星，为主小行星带小行星。该小行星于2002年8月18日发现。
該小行星以德國天體物理學家博多·巴斯切克（Bodo Baschek）命名。

## 轨道参数
小行星78429的轨道半长轴为2.9723558 UA，离心率为0.106。